# Edna Imade
Edna Imade (Marruecos, 5 de octubre de 2000) es una futbolista profesional nigeriana nacida en Marruecos que juega como delantera en la Real Sociedad de la Primera División Femenina de España, cedida por el F. C. Bayern.
Ha jugado también en el Málaga C. F. (2019-2021) y en el C. P. Cacereño (2021-2023).